# (8937) Gassan
(8937) Gassan – planetoida z pasa głównego asteroid okrążająca Słońce w ciągu 3 lat i 168 dni w średniej odległości 2,29 au. Została odkryta 13 stycznia 1997 roku przez Tomimaru Ōkuniego. Przed nadaniem nazwy planetoida nosiła oznaczenie tymczasowe (8937) 1997 AK19.